# Gedko
Gedko (ur. 1130, zm. 20 września 1185) – biskup krakowski w latach 1166-1185. 
Pochodzenie Gedki nie jest pewne. Zdaniem Antoniego Małeckiego był przedstawicielem możnego rodu rycerskiego Gryfitów-Świebodziców, mającego swoje dobra w Małopolsce, na Śląsku i Mazowszu. Z kolei Władysław Semkowicz dowodził, że Wojsław, uznany przez Małeckiego za dziada Gedki, był protoplastą rodu Powałów. 
W 1166 został biskupem krakowskim. W 1177 był jednym z przywódców spisku baronów małopolskich, prowadzącym do usunięcia księcia Mieszka III Starego z tronu krakowskiego. Poparł następnie juniora Kazimierza II Sprawiedliwego i stał się jego najbliższym współpracownikiem.
Objął patronat wielu fundacji kościelnych, fundując kolegiatę w Kielcach w 1171, uposażając z dziesięciny biskupiej klasztory w Jędrzejowie, Miechowie, Sulejowie, Busku i Koprzywnicy. W 1184 sprowadził na Wawel relikwie św. Floriana, następnie ufundował kolegiatę pod wezwaniem tego świętego na krakowskim Kleparzu. Kadłubek nazywa go najświętszym biskupem Krakowian, którego imię złotym winno być ryte rylcem.

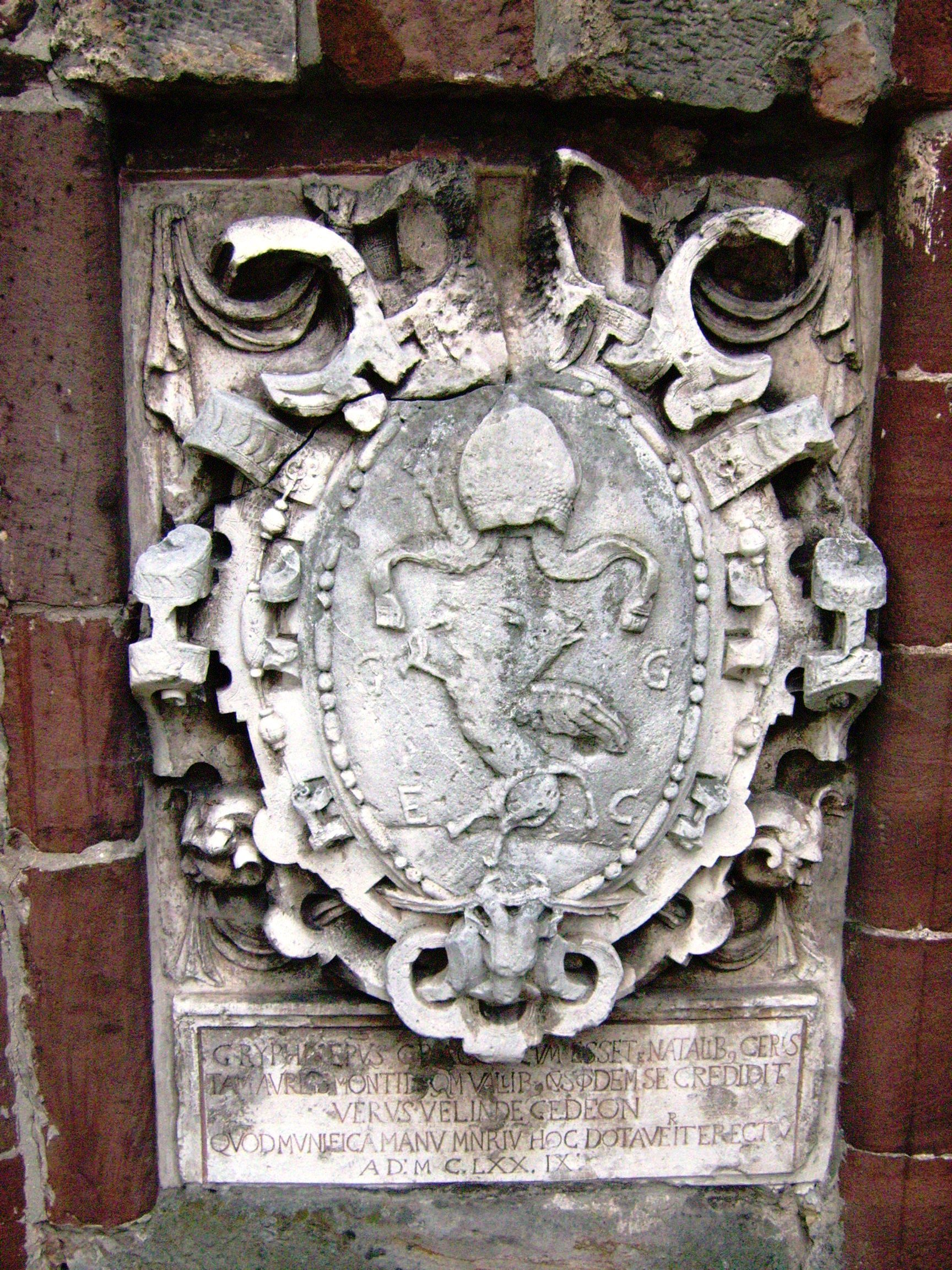
XVI-wieczna tablica erekcyjna Gedki z opactwa cystersów w Wąchocku

## Literatura
- Gedko, "Encyklopedia Krakowa", Warszawa – Kraków 2000, s. 237
- Krzysztof Rafał Prokop, Poczet biskupów krakowskich, Wydawnictwo św. Stanisława BM, Kraków 1999, s. 42-45